# Сакраменто (округ, Каліфорнія)
Шаблон:StateAbbr_ 38°27′ пн. ш. 121°21′ зх. д. / 38.45° пн. ш. 121.35° зх. д.
Округ Сакраменто (англ. Sacramento County) — округ у штаті Каліфорнія, США. Ідентифікатор округу 06067.

## Історія
Округ утворений 1850 року.

## Демографія
За даними перепису
2000 року
загальне населення округу становило 1 223 499 осіб, зокрема міського населення було 1 193 703, а сільського — 29 796.
Серед мешканців округу чоловіків було 598 815, а жінок — 624 684. У окрузі було 453 602 домогосподарства, 297 596 родин, які мешкали в 474 814 будинках.
Середній розмір родини становив 3,24.
Віковий розподіл населення поданий у таблиці:
| Стать    | До 15 років | 15-21 | 22-29 | 30-39 | 40-49 | 50-65 | 65-85 | Понад 85 |
| -------- | ----------- | ----- | ----- | ----- | ----- | ----- | ----- | -------- |
| Чоловіки | 145142      | 61181 | 68373 | 97188 | 89912 | 80317 | 51987 | 4715     |
| Жінки    | 138124      | 59432 | 68995 | 95894 | 94173 | 88893 | 68371 | 10802    |

## Суміжні округи
- Пласер — північ
- Ель-Дорадо — північний схід
- Амадор — схід
- Сан-Хоакін — південь
- Контра-Коста — південний захід
- Солано — захід
- Йоло — захід
- Саттер — північний захід

## Виноски
1. ↑  U.S. Decennial Census. United States Census Bureau. Процитовано 4 жовтня 2015.
2. ↑  Historical Census Browser. University of Virginia Library. Архів оригіналу за 11 серпня 2012. Процитовано 4 жовтня 2015.
3. ↑  Forstall, Richard L., ред. (27 березня 1995). Population of Counties by Decennial Census: 1900 to 1990. United States Census Bureau. Процитовано 4 жовтня 2015.
4. ↑  Census 2000 PHC-T-4. Ranking Tables for Counties: 1990 and 2000 (PDF). United States Census Bureau. 2 квітня 2001. Процитовано 4 жовтня 2015.
5. ↑  State & County QuickFacts. United States Census Bureau. Архів оригіналу за 3 липня 2011. Процитовано 6 квітня 2016. [Архівовано 2011-07-03 у Wayback Machine.](англ.) Наведено за англійською вікіпедією.
6. ↑  American FactFinder. Бюро перепису населення США. Архів оригіналу за 26 лютого 2012. Процитовано 31 січня 2008. [Архівовано 2008-05-21 у Wayback Machine.]

| США | Це незавершена стаття з географії США. Ви можете допомогти проєкту, виправивши або дописавши її. |